# 軍威警察署
軍威警察署（クヌィけいさつしょ）は、慶北地方警察庁所管の警察署である。

## 管轄区域
- 軍威郡

## 沿革
- 1919年8月20日 - 開署
- 1945年10月21日 - 国立警察に引き継がれる。
- 1996年6月28日 - 現在の庁舎が完成

## 組織
- 警務課
- 生活安全交通課
- 捜査課
- 情報保安課

## 管轄派出所
- 中央派出所
- 古老派出所
- 缶溪派出所
- 召保派出所
- 友保派出所
- 義興派出所
- 孝令派出所

## 管轄治安センター
- 山城治安センター